# Akademgorodok
Akademgorodok (en ruso: Академгородо́к) es un sector de la ciudad rusa de Novosibirsk, localizado a 20 km hacia el sur del centro de la ciudad. Es el principal centro educativo y científico de la Rusia siberiana 54°51′04″N 83°06′22″E / 54.851, 83.106.

## Localización

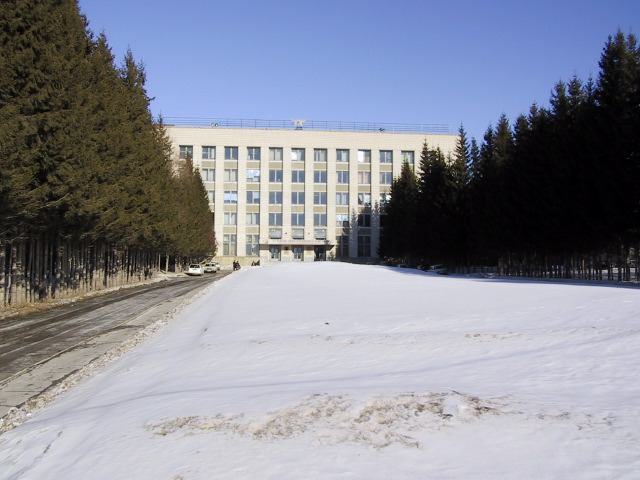
El Instituto Budker de Física Nuclear en Akademgorodok

Está ubicado en medio de un bosque de pinos y abedules, a orillas del embalse de Novosibirsk, un lago artificial sobre el río Ob. Formalmente hace parte de la ciudad de Novosibirsk de la que dista 20 km. Akademgorodok nunca ha sido una ciudad restringida, como por ejemplo, Séversk.

## Instituciones
En Akademgorodok se halla situada la Universidad Estatal de Novosibirsk, 35 institutos de investigación, academias agrícola y médica, edificios y casas de habitación y una variedad de edificios públicos que incluyen almacenes, hoteles, hospitales, restaurantes, cines, clubs y bibliotecas. La Casa Científica (Dom Uchónyj), un centro social en Akademgorodok, posee una biblioteca de 100.000 volúmenes, contando con obras rusas clásicas, literatura moderna y libros y revistas en inglés, francés, alemán y polaco. Este lugar también incorpora una galería de arte, auditorios y un salón de conciertos.

## Historia
La ciudad, que traducida al español significa Ciudad Académica, fue fundada en 1958 por la Academia Soviética de las Ciencias. El académico Mijaíl Alekséyevich Lavréntiev, físico y matemático y primer presidente de la división siberiana de la Academia de Ciencias, desempeñó un papel destacado en el establecimiento de Akademgorodok. En su apogeo, Akademgorodok era el hogar de 65.000 científicos con sus familias, siendo un área privilegiada para vivir. Sus residentes gozaban de unas condiciones extraordinarias, a través del programa Stol Zakázov, tenían acceso a ciertos alimentos básicos, que no eran fácilmente obtenibles en otro lugar. Los que habían obtenido el doctorado en ciencias, mediante el programa Zakaz Dóktorski gozaban de un estatus especial.
Tras la desintegración de la URSS muchos de los investigadores y científicos  fueron contratados por empresas de países occidentales, especialmente de EE. UU., como IBM, Boeing o el Instituto Tecnológico de Massachusetts (MIT) y los que quedaron vieron empeoradas sus condiciones laborales y de vida. Esto llevó a un declive de la actividad científica y a una paralización de las actividades de investigación y estudio.
En la segunda mitad de la primera década del siglo XXI el centro de investigación vuelve a reactivarse tras el apoyo recibido por la administración rusa. El gobierno ruso construyó el centro de tecnologías Akadempark y unas 40 instituciones de investigación científica y otras compañías se han establecido en el lugar al que empezaron a denominar "bosque de silicio".